# 網際網路資訊中心
網際網路資訊中心（英語：Internet Network Information Center），英文缩写InterNIC，1998年9月18日以前，負責登記網域名稱與網路協議位址，並散播有關網際網路資訊的組織。此後此權責轉移至網際網路名稱與數字位址分配機構。
1992年美國國家科學基金會（NSF）展開招標競價過程。1993年設立網際網路資訊中心，負責一系列服務，包括為NSFNET擴展和協調目錄和資料庫服務和資訊服務，以及為非軍事的網絡參與者提供登記服務。NSF把管理合約授予三家構：通用原子能公司、美國電話電報公司和Network Solutions Inc.的一個集團。之後合夥的管理者是網際網路資訊中心註冊服務公司，它負責指派網際網路的名稱和位址。

## 外部連結
- 網際網路資訊中心（InterNIC） （页面存档备份，存于）